# Ad-Dabba
Ad-Dabba (arab. الدبة) – miasto w północnym Sudanie, w wilajecie Północna. W 2012 roku miasto liczyło 8 296 mieszkańców.